# Křesťanský hédonismus
Křesťanský hédonismus je křesťanská nauka objevující se v některých evangelikálních kruzích, zejména v reformační tradici v okruhu baptistického kazatele Johna Pipera, který vytvořil termín křesťanský hédonismus ve své knize „Desiring God". Piper shrnuje tuto filozofii křesťanského života takto: „Bůh je nejvíce oslaven v nás, když jsme v něm nejvíce spokojeni." Křesťanský hédonismus může anachronicky popisovat teologii Jonathana Edwardse.
Velkým cílem všech Edwardsových děl byla Boží sláva. A to největší, co jsem se kdy naučil od Edwardse… je, že Bůh je oslaven nejvíce ne tím, že je znám, ani tím, že je svědomitě poslouchán, ale radostí toho vědění a poslušnosti.
John Piper, Boží vášeň pro Jeho slávu
Bůh stvořil svět, kterým může komunikovat svou slávu se stvořením tak, aby byla přijímána myslí i srdcem. Ten, který svědčí o své představě Boží slávy, neoslavuje Boha tolik jako ten, který dosvědčuje také své schválení a svou radost v ní.
Jonathan Edwards, Svazek 13; Ed. od Thomase Schafera